# Manching
Manching is een gemeente in de Duitse deelstaat Beieren, en maakt deel uit van het Landkreis Pfaffenhofen an der Ilm.
Manching telt 12.790 inwoners.

## Geschiedenis
In de ijzertijd bevond zich een Keltisch oppidum in Manching. In 1999 werd in Manching een grote Keltische goudschat ontdekt, die te bezichtigen is in het Kelten-Römer-Museum. In dit museum bevinden zich ook vondsten van Romeinen die hier zijn gedaan.
Baar-Ebenhausen · Ernsgaden · Geisenfeld · Gerolsbach · Hettenshausen · Hohenwart · Ilmmünster · Jetzendorf · Manching · Münchsmünster · Pfaffenhofen a.d.Ilm · Pörnbach · Reichertshausen · Reichertshofen · Rohrbach a.d. Ilm · Scheyern · Schweitenkirchen · Vohburg a.d.Donau · Wolnzach